# Centaurea phrygia
Espèce

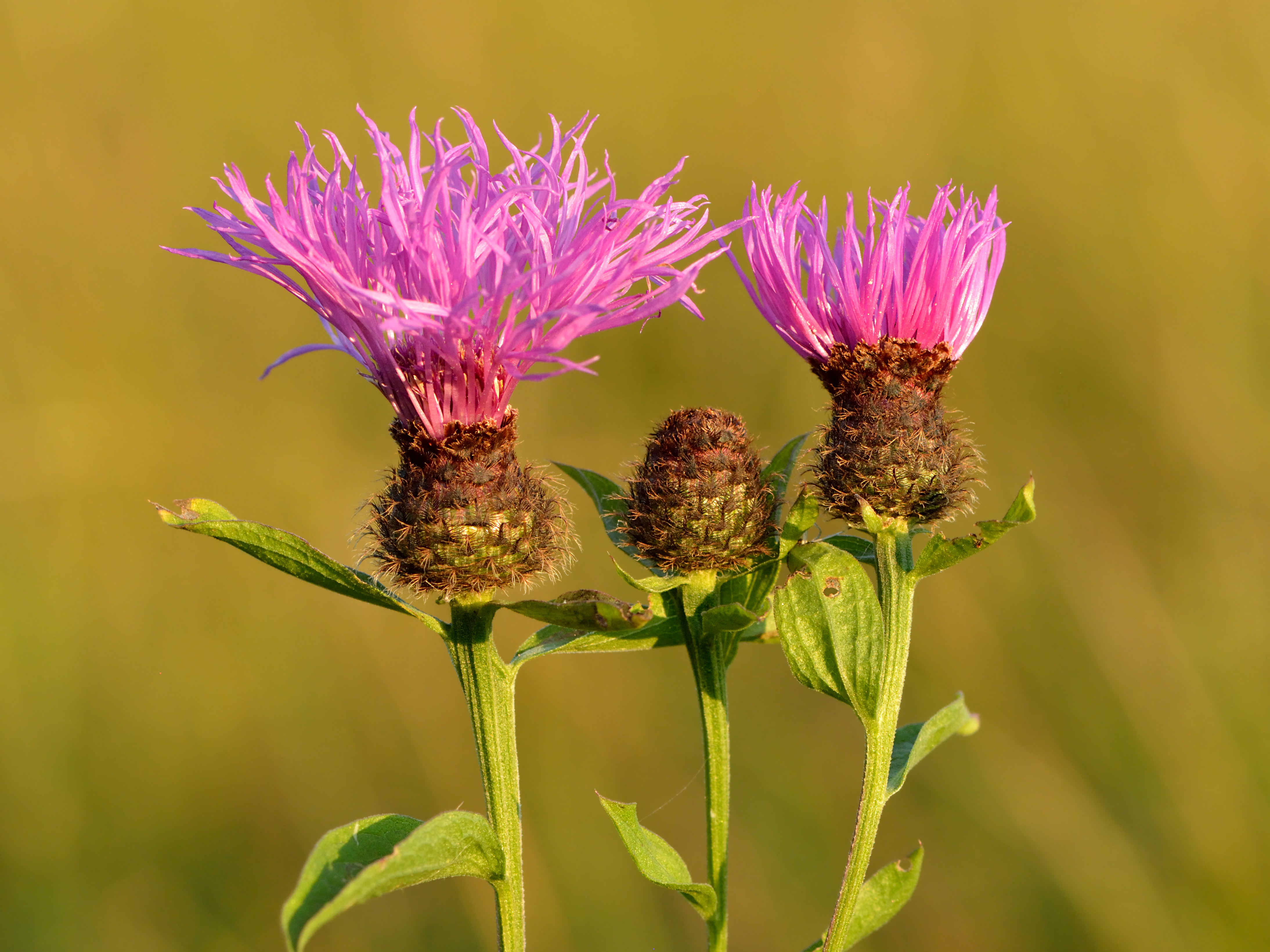
Centaurea phrygia à Keila, en Estonie.

Centaurea phrygia est une espèce de plantes à fleurs appartenant à la famille des Astéracées.